# 扁桃摘出術
扁桃摘出術（へんとうてきしゅつじゅつ）は、喉の後ろから両方の口蓋扁桃を完全に除去する外科的処置である。この手術は主に再発性咽頭感染症と閉塞性睡眠時無呼吸（OSA）の患者を対象におこなわれる。喉の感染症を頻繁に発症する人の場合、手術により、術後1〜2年で喉が痛むことは減るが長期的な利点は不明である。OSAの子供の場合、術後に生活の質の向上がみられる。
一般的には安全な手術であるが、合併症には、出血、嘔吐、脱水症、食事の支障、会話の支障、などがあげられる。喉の痛みは通常、手術後約1〜2週間続く。出血が発生する確率は初日で約1％、その後は2％である。手術により死亡する確率は、2,360～56,000件に1件である。扁桃摘出術による長期的な免疫機能への影響はみられない。
手術後、イブプロフェンとパラセタモール（アセトアミノフェン）を投与することで術後の痛みを緩和することができる。手術は多くの場合、金属製の手術器具または電気焼灼器が用いられる。アデノイドも同時に除去することができ、その場合は「アデノトンシル切除術」と呼ばれる。扁桃腺の部分的な除去は「扁桃摘出術」と呼ばれ、OSAの患者に推奨される。
扁桃摘出術は、遅くとも西暦50年にはケルソスによって説明されている。2010年の米国では、1970年代よりも扁桃摘出術の頻度は低くなっているが、2番目に最も一般的に行われる小児の外来手術である。米国で入院患者として扁桃摘出術を受けた場合の一般的な費用は2013年時点で4,400米ドルである。手術をいつ用いるべきかについては2019年の時点でいくつかの論争がある。扁桃摘出術の割合は、国間および国内でばらつきがある。

## 医療用途

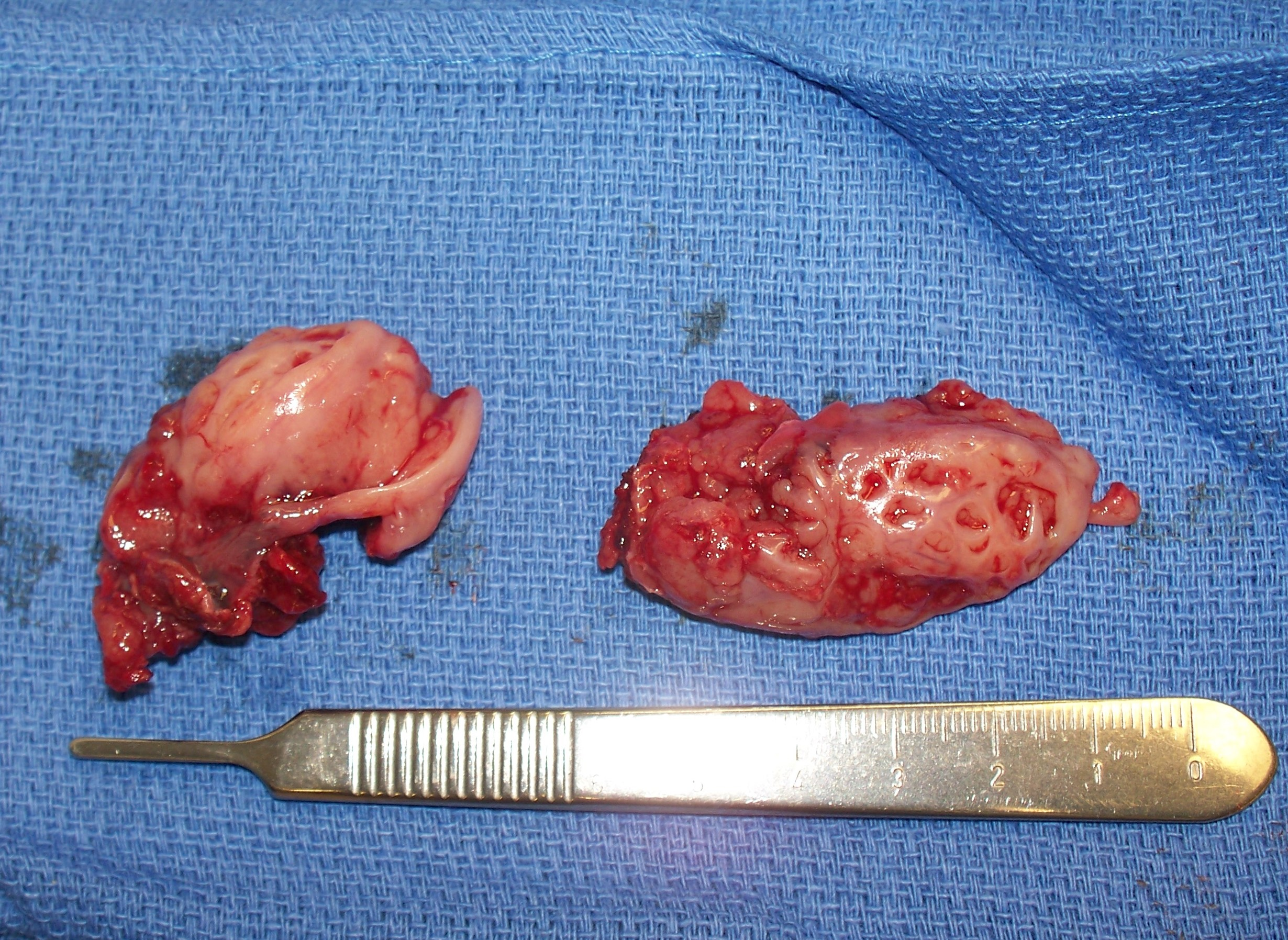
外科的切除（両側扁桃摘出術）直後の不可解な扁桃腺

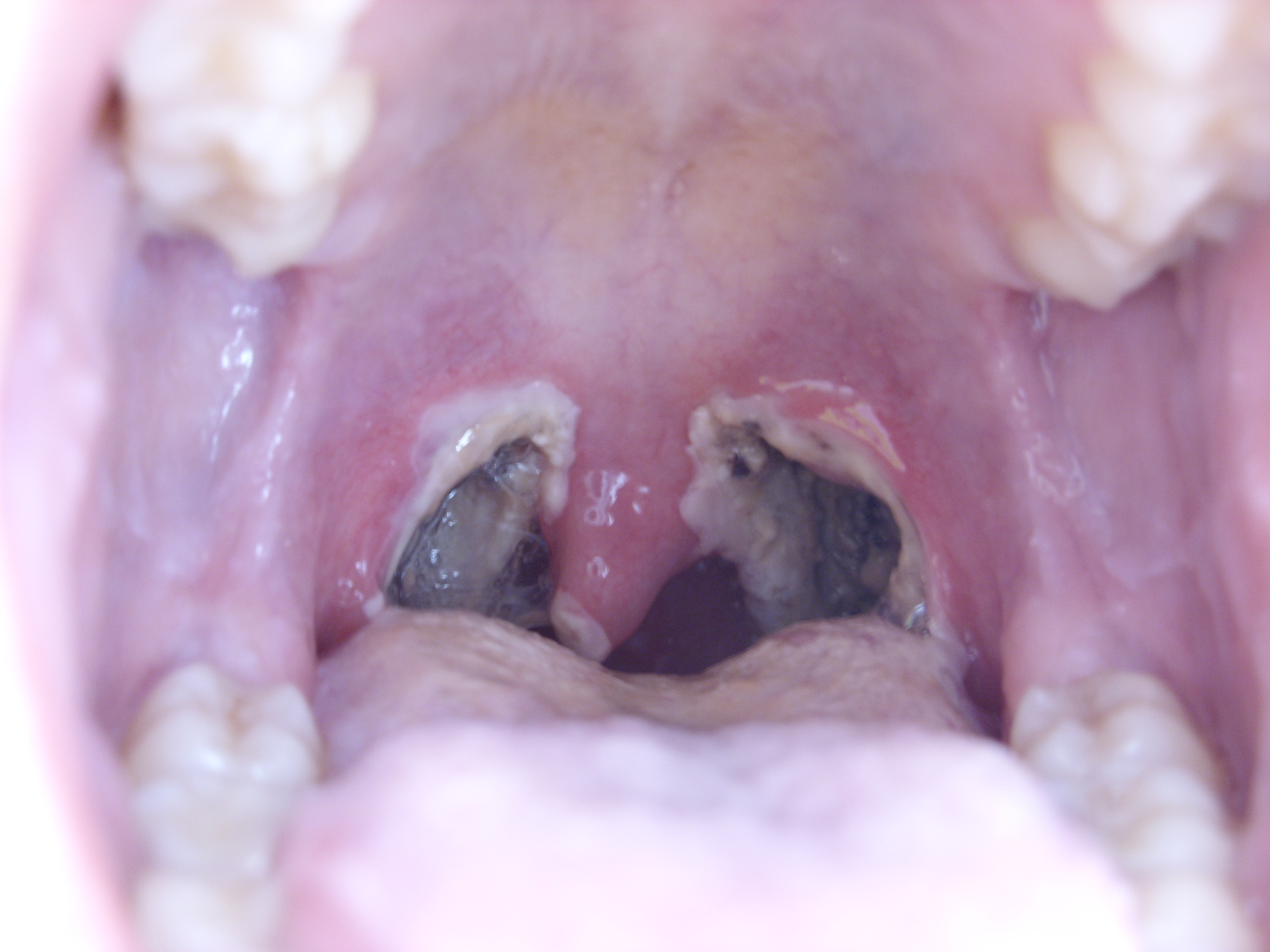
扁桃摘出術1日後の喉

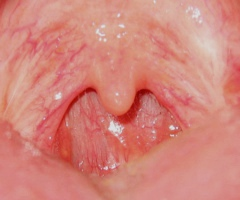
Throat some days after a tonsillectomy.